# فرودگاه مارسابیت
فرودگاه مارسابیت (به انگلیسی: Marsabit Airport) یک فرودگاه همگانی، غیرنظامی با کد یاتا RBT است که یک باند فرود آسفالت دارد و طول باند آن ۱۱۰۴ متر است. این فرودگاه در کشور کنیا قرار دارد و در ارتفاع ۱۳۳۸ متری از سطح دریا واقع شده‌است.